# Framing
El framing (emmarcament o enquadrament) és una teoria de les ciències socials que en els darrers anys ha tingut una forta repercussió en les ciències de la comunicació i les ciències polítiques i que, en resum, postula que la forma en com s'expliquen els conflictes i les temàtiques als mitjans de comunicació i discursos públics té una gran influència en com són entesos per l'opinió pública.
Tot i que alguns autors han explicat el framing com una mena de segon ordre de la teoria de l'agenda setting, altres defenen que són teories complementàries. Una de les aplicacions més fructíferes del framing ha estat l'estudi del periodisme i dels mitjans de comunicació. Per a Gamson i Modigliani, els frames són una idea central que organitza la història que s'explica i la dota de sentit. Per altra banda, Entman ha indicat que els frames (o marcs interpretatius) són promotors d'una determinada explicació dels problemes, a més de proposar també solucions i valoracions morals. Una forma il·lustrativa d'explicar el framing és a partir d'un cas pràctic (suposem el tema de la immigració) publicat als mitjans de comunicació. Aquest tema pot ser emmarcat com un problema (posem per cas, una amenaça per la cultura pròpia) o com un avantatge (per exemple, una oportunitat econòmica o un enriquiment cultural).
Un dels autors que més ha popularitzat aquest terme és George Lakoff, qui des de la lingüística, ha estudiat intensament els discursos polítics del Partit Demòcrata i el Partit Republicà dels Estats Units. A l'Estat Espanyol, el framing -com a teoria i mètode d'anàlisi- creix de manera important en l'àmbit de la recerca en comunicació social, mentre que a Catalunya diversos autors l'han començat a usar per analitzar des de les notícies al voltant dels productes modificats genèticament, fins a l'impacte de la indústria petroquímica.